# Campeonato Mundial de Atletismo de 2005 - Revezamento 4x400 m masculino
A competição dos 4x400 metros masculino no Campeonato Mundial de Atletismo de 2005 foi realizada no Estádio Olímpico, em Helsinque, na Finlândia, nos dias 13 e 14 de agosto de 2005.

## Recordes
Antes desta competição, os recordes mundiais e do campeonato nesta prova eram os seguintes:
| Tipo                  | Atleta         | Tempo   | Local     | Data                 |
| --------------------- | -------------- | ------- | --------- | -------------------- |
|                       | Estados Unidos | 2:54.29 | Stuttgart | 22 de agosto de 1993 |
| Recorde do campeonato | Estados Unidos | 2:54.29 | Stuttgart | 22 de agosto de 1993 |

## Medalhistas
| Ouro | Prata                                                                       | Bronze                                                                    |
| Estados Unidos · Andrew Rock · Derrick Brew · Darold Williamson · Jeremy Wariner · Miles Smith* · LaShawn Merritt* | Bahamas · Nathaniel McKinney · Avard Moncur · Andrae Williams · Chris Brown | Jamaica · Sanjay Ayre · Brandon Simpson · Lansford Spence · Davian Clarke |

*Correram apenas as eliminatórias, mas receberam medalhas

## Calendário
Todos os horários estão no horário local (UTC+2)
| Data         | Horário | Fase          |
| ------------ | ------- | ------------- |
| 13 de agosto | 19:30   | Eliminatórias |
| 14 de agosto | 21:20   | Final         |

## Resultados

### Eliminatórias
Qualificação: Os 2 primeiros de cada bateria (Q) e os 2 melhores tempos (q) avançam para as finais.
Bateria 1
| Pos. | Nacionalidade | Atletas                                                                   | Tempo   | Notas                |
| ---- | ------------- | ------------------------------------------------------------------------- | ------- | -------------------- |
| 1    | Bahamas       | Nathaniel McKinney Avard Moncur Troy McIntosh Andrae Williams             | 2:59.73 | Q,                   |
| 2    | Jamaica       | Michael Blackwood Sanjay Ayre Lansford Spence Davian Clarke               | 2:59.75 | Q,                   |
| 3    | Polónia       | Piotr Klimczak Marcin Marciniszyn Robert Maćkowiak Rafał Wieruszewski     | 3:00.38 | q,                   |
| 4    | Alemanha      | Simon Kirch Kamghe Gaba Florian Seitz Bastian Swillims                    | 3:03.17 |                      |
| 5    | Suécia        | Mattias Claesson Jimisola Laursen Johan Wissman Thomas Nikitin            | 3:03.62 | Recorde da temporada |
| 6    | Botswana      | Obakeng Ngwigwa California Molefe Tshepho Kelaotswe Masheto Gakologelwang | 3:06.39 | Recorde da temporada |

Bateria 2
| Pos. | Nacionalidade     | Atletas                                                             | Tempo   | Notas                |
| ---- | ----------------- | ------------------------------------------------------------------- | ------- | -------------------- |
| 1    | Estados Unidos    | Miles Smith Derrick Brew LaShawn Merritt Darold Williamson          | 3:00.48 | Q,                   |
| 2    | Trinidad e Tobago | Ato Modibo Julieon Raeburn Renny Quow Damion Barry                  | 3:01.91 | Q                    |
| 3    | Rússia            | Dmitriy Forshev Andrey Rudnitskiy Andrey Polukeyev Yevgeniy Lebedev | 3:02.05 | q,                   |
| 4    | Ucrânia           | Oleksiy Rachkovsky Andriy Tverdostup Myhaylo Knysh Vitaliy Dubonoso | 3:03.41 | Recorde da temporada |
| 5    | Espanha           | David Testa David Canal David Melo Antonio Manuel Reina             | 3:06.03 |                      |
| 6    | Zimbabwe          | Nelton Ndebele Talkmore Nyongani Brian Dzingai Temba Ncube          | 3:06.26 | Recorde da temporada |
|      | Japão             | Yūzō Kanemaru Kenji Narisako Yoshihiro Horigome Mitsuhiro Sato      |         | DSQ                  |

Bateria 3
| Pos. | Nacionalidade        | Atletas                                                                               | Tempo   | Notas                |
| ---- | -------------------- | ------------------------------------------------------------------------------------- | ------- | -------------------- |
| 1    | Grã-Bretanha         | Robert Tobin Martyn Rooney Malachi Davis Graham Hedman                                | 3:01.95 | Q                    |
| 2    | França               | Leslie Djhone Naman Keïta Abderrahim El Haouzy Marc Raquil                            | 3:02.86 | Q                    |
| 3    | República Dominicana | Arismendy Peguero Carlos Santa Danny García Antonio Side                              | 3:03.57 | Recorde da temporada |
| 4    | Itália               | Claudio Licciardello Edoardo Vallet Luca Galletti Andrea Barberi                      | 3:04.40 |                      |
| 5    | África do Sul        | Jan van der Merwe Ockert Cilliers Pieter de Villiers Louis Jacobus van Zyl            | 3:04.64 | Recorde da temporada |
| 6    | Nigéria              | Saul Weigopwa Musa Audu Bolaji Lawal Enefiok Udo-Obong                                | 3:07.91 | Recorde da temporada |
|      | Arábia Saudita       | Hamdan Odha Al-Bishi Hadi Soua'an Al-Somaily Hamed Hamadan Al-Bishi Mohammed Al Salhi |         | DSQ                  |

### Final
A final ocorreu dia 14 de agosto às 21:20.
| Pos.              | Nacionalidade     | Atletas                                                               | Tempo   | Notas                |
| ----------------- | ----------------- | --------------------------------------------------------------------- | ------- | -------------------- |
| Medalha de ouro   | Estados Unidos    | Andrew Rock Derrick Brew Darold Williamson Jeremy Wariner             | 2:56.91 | Melhor marca do ano  |
| Medalha de prata  | Bahamas           | Nathaniel McKinney Avard Moncur Andrae Williams Chris Brown           | 2:57.32 | Recorde nacional     |
| Medalha de bronze | Jamaica           | Sanjay Ayre Brandon Simpson Lansford Spence Davian Clarke             | 2:58.07 | Recorde da temporada |
| 4                 | Grã-Bretanha      | Timothy Benjamin Martyn Rooney Robert Tobin Malachi Davis             | 2:58.82 | Recorde da temporada |
| 5                 | Polónia           | Marcin Marciniszyn Robert Maćkowiak Piotr Rysiukiewicz Piotr Klimczak | 3:00.58 |                      |
| 6                 | França            | Leslie Djhone Naman Keïta Abderrahim El Haouzy Marc Raquil            | 3:03.10 |                      |
| 7                 | Rússia            | Dmitriy Forshev Andrey Rudnitskiy Oleg Mishukov Yevgeniy Lebedev      | 3:03.20 |                      |
|                   | Trinidad e Tobago | Ato Modibo Julieon Raeburn Renny Quow Damion Barry                    |         | DSQ                  |

Legenda
| Recorde mundial       | Recorde mundial (World record)               |                       | Recorde africano                      | Recorde africano (African) |                                           | Q | Classificado por posição (Qualified) |
| Recorde do campeonato | Recorde do campeonato (Championship record)  | Recorde da América    | Recorde da América (Americas)         | q                          | Classificado por melhor tempo (Qualified) |   |                                      |
| Melhor marca do ano   | Melhor marca do ano (World leading)          | Recorde asiático      | Recorde asiático (Asian)              | DNS                        | Não largou (Did not start)                |   |                                      |
| Recorde nacional      | Recorde nacional (National record)           | Recorde europeu       | Recorde europeu (European)            | DNF                        | Não terminou (Did not finish)             |   |                                      |
| Recorde pessoal       | Recorde pessoal do atleta (Personal best)    | Recorde da Oceania    | Recorde da Oceania (Oceania)          | DSQ / DQ                   | Desclassificado (Disqualified)            |   |                                      |
| Recorde da temporada  | Recorde da temporada do atleta (Season best) | Recorde sul-americano | Recorde sul-americano (South America) | NM                         | Sem marca (No mark)                       |   |                                      |